# Списак родова породице главочика

Родови породице главочика: